# Flecha Valona Femenina 2017
La Flecha Valona Femenina celebró su 20.ª edición el 19 de abril de 2017, sobre un recorrido de 120 km con inicio y final en la ciudad de Huy en Bélgica. El recorrido incluyó dos subidas al conocido Muro de Huy, siendo la segunda de ellas la meta. La carrera formó parte del Tríptico de las Ardenas junto con la Amstel Gold Race y la Lieja-Bastoña-Lieja, y fue puntuable para el UCI World Tour 2017, con una categoría de 1.WWT.
La neerlandesa Anna van der Breggen, del equipo Boels-Dolmans, consiguió imponerse por tercera vez consecutiva en la carrera, logrando así la segunda victoria en las Ardenas de ese año (días más tarde completaría el triplete al ganar en Lieja-Bastoña-Lieja). El podio lo completaron la británica Lizzie Armitstead y la polaca Katarzyna Niewiadoma.

## Clasificación final
| \| Clasificación general \| Clasificación general \| Clasificación general \| Clasificación general \| Clasificación general \| \| Ciclista \| Ciclista \| Equipo \| Tiempo \| \| \| --------------------- \| ---------------------- \| ---------------------------------- \| --------------------- \| --------------------- \| \| 1.ª \| Anna van der Breggen \| Boels Dolmans \| 3 h 21 min 06 s \| \| \| 2.ª \| Lizzie Deignan \| Boels Dolmans \| + 16 s \| \| \| 3.ª \| Katarzyna Niewiadoma \| WM3 \| + 25 s \| \| \| 4.ª \| Annemiek van Vleuten \| Orica-Scott \| + 43 s \| \| \| 5.ª \| Shara Gillow \| FDJ-Nouvelle Aquitaine-Futuroscope \| + 49 s \| \| \| 6.ª \| Ashleigh Moolman-Pasio \| Cervélo Bigla \| + 54 s \| \| \| 7.ª \| Coryn Rivera \| Sunweb \| + 56 s \| \| \| 8.ª \| Janneke Ensing \| Alé Cipollini \| + 58 s \| \| \| 9.ª \| Katrin Garfoot \| Orica-Scott \| + 1 min 00 s \| \| \| 10.ª \| Flávia Oliveira \| Lares-Waowdeals Women \| + 1 min 02 s \| \| |                        |                                    |                 |
| |                        |                                    |                 |
| Fuentes: ProCyclingStats Cycling Quotient |                        |                                    |                 |
| Clasificación general |                        |                                    |                 |
| Ciclista | Ciclista               | Equipo                             | Tiempo          |
| 1.ª | Anna van der Breggen   | Boels Dolmans                      | 3 h 21 min 06 s |
| 2.ª | Lizzie Deignan         | Boels Dolmans                      | + 16 s          |
| 3.ª | Katarzyna Niewiadoma   | WM3                                | + 25 s          |
| 4.ª | Annemiek van Vleuten   | Orica-Scott                        | + 43 s          |
| 5.ª | Shara Gillow           | FDJ-Nouvelle Aquitaine-Futuroscope | + 49 s          |
| 6.ª | Ashleigh Moolman-Pasio | Cervélo Bigla                      | + 54 s          |
| 7.ª | Coryn Rivera           | Sunweb                             | + 56 s          |
| 8.ª | Janneke Ensing         | Alé Cipollini                      | + 58 s          |
| 9.ª | Katrin Garfoot         | Orica-Scott                        | + 1 min 00 s    |
| 10.ª | Flávia Oliveira        | Lares-Waowdeals Women              | + 1 min 02 s    |

## UCI WorldTour Femenino
La Flecha Valona Femenina otorga puntos para el UCI WorldTour Femenino 2017, incluyendo a todas las corredoras de los equipos en las categorías UCI Team Femenino. Las siguientes tablas muestran el baremo de puntuación y las 10 corredoras que obtuvieron más puntos:
| Posición   | 1.ª | 2.ª | 3.ª | 4.ª | 5.ª | 6.ª | 7.ª | 8.ª | 9.ª | 10.ª | 11.ª | 12.ª | 13.ª | 14.ª | 15.ª | 16.ª | 17.ª | 18.ª | 19.ª | 20.ª |
| Puntuación | 120 | 100 | 85  | 70  | 60  | 50  | 40  | 35  | 30  | 25   | 20   | 18   | 16   | 14   | 12   | 10   | 8    | 6    | 4    | 2    |

| 1.ª  | Anna van der Breggen   | Boels Dolmans                      | 120 |
| 2.ª  | Elizabeth Armitstead   | Boels Dolmans                      | 100 |
| 3.ª  | Katarzyna Niewiadoma   | WM3                                | 85  |
| 4.ª  | Annemiek van Vleuten   | Orica-Scott                        | 70  |
| 5.ª  | Shara Gillow           | FDJ Nouvelle Aquitaine Futuroscope | 60  |
| 6.ª  | Ashleigh Moolman-Pasio | Cervélo Bigla                      | 50  |
| 7.ª  | Coryn Rivera           | Sunweb                             | 40  |
| 8.ª  | Janneke Ensing         | Alé Cipollini                      | 35  |
| 9.ª  | Katrin Garfoot         | Orica-Scott                        | 30  |
| 10.ª | Flávia Oliveira        | Lares-Waowdeals Women              | 25  |